# Bronchales
Bronchales es un municipio y localidad española de la provincia de Teruel, en la comunidad autónoma de Aragón. El término municipal, ubicado en la comarca de la sierra de Albarracín y conocido por sus masas de pinares, tiene una población de 451 habitantes (INE 2024). La localidad está situada a una altitud de unos 1569 m sobre el nivel del mar.

## Geografía
El municipio tiene un área de 59,60 km² con una población de 417 habitantes (INE 2016) y una densidad de 6,99 hab./km².
Es conocido por su masa de pinares (uno de los mejores conservados del país), lo que hace que se erija como centro vacacional para numerosas familias, tanto de Aragón, como de la vecina Comunidad Valenciana. También es conocido por tener en sus cercanías un singular acuífero de cuarcitas rosas.
Se encuentra a 1569 m de altura sobre el nivel del mar, siendo uno de los pueblos más altos de España. En sus parajes podemos encontrar gran cantidad de fuentes naturales, cuyas aguas son de reconocida calidad y extraordinarias propiedades.

## Historia
Bronchales, hoy zona veraniega por excelencia, tiene sus orígenes en la historia del hombre primitivo. Las escasas excavaciones realizadas nos dan la existencia de varios yacimientos de pueblos íberos en las cercanías.
Durante la época romana nos encontramos con el Alfar de Terra Sigilata, localizado en la finca hoy llamada "El Endrinal", y que por su extraordinaria arcilla, es excelente para la confección de cerámica de buena calidad. Asimismo, el agua abunda en los barrancos de "El Manzano" y "El Salobral", además de combustible para sus hornos, de este yacimiento se conservan hasta 32 moldes encontrados en fragmentos.
Ya durante el dominio musulmán, se puede pensar que Bronchales perteneció al reino de taifas de Beni-Razin, pero una de las monedas encontrada en el "Castillo de Santa Bárbara" (hoy cementerio) nos habla del Reino o Taifa de Zaragoza. Es un dirhem de plata baja del rey de taifa de Zaragoza, llamado "Almed Almaktadir Ben Cueliman" del año 440 de la Hégira musulmana (año 1057 del calendario gregoriano). Basándose en ella se puede decir que Bronchales pertenecía al Reino de Zaragoza.
Ya en la época cristiana hay menciones a Bronchales en el Cantar de mio Cid, en el verso 1475 dice:

"Por Santa María vos vayades passar... trocieron a Santa María e vinieron a albergar a Fronchales"

Todos aquellos reinos tuvieron que aceptar el vasallaje al poder militar de los cristianos. Más aún cuando el intrépido navarro Pedro Ruiz de Azagra en 1171 cristianiza Albarracín y su Sierra. El párroco de Bronchales (Roncales) aparece como uno de los siete párrocos de la diócesis de Albarracín en la Jura de su primer Obispo, Don Martín.
El 21 de junio de 1257, por privilegio del rey Jaime I dado en Teruel, este lugar pasa a  formar parte de Sesma de Bronchales en la   Comunidad de Santa María de Albarracín, que dependían directamente del rey, perdurando este régimen administrativo siendo la única que ha permanecido viva tras la aplicación del Decreto de Disolución de las mismas, en 1837, teniendo su sede actual en Tramacastilla.
Su iglesia entonces es románica, colocada probablemente junto al castillo y dedicada a Santa Bárbara, pasa en los siglos XIV y XV por el gótico. Por fin en los años 1624 y 1689 se termina la actual parroquia teniendo como titular "La Asunción de Nuestra Señora".
A mediados del siglo XIX, el lugar tenía contabilizada una población de 356 habitantes. La localidad aparece descrita en el cuarto volumen del Diccionario geográfico-estadístico-histórico de España y sus posesiones de Ultramar de Pascual Madoz de la siguiente manera:

BRONCHALES: l. con ayunt. de la prov. de Teruel (8 leg.), part. jud., adm. de rent. y dióc. de Albarracin (3), aud. terr. y c. g. de Zaragoza (24): sit. en terreno elevado y montañoso, donde le combaten principalmente los vientos del N., que hacen su clima bastante frio; las enfermedades que comunmente se padecen son dolores de costado: tiene 115 casas distribuidas en varias calles, y ademas la de ayunt. y cárcel; una escuela de primeras letras dotada con 750 rs. vn. y concurrida por 35 discípulos; otra para las niñas con la asignacion de 200 rs. vn. y frecuentada por 20 de aquellas, y una igl. parr. (Ntra. Sra. de la Asuncion), servida por un cura y un sacristan; el curato es de segundo ascenso, y se provee por S. M. ó el diocesano previa oposicion en concurso general: el cementerio ocupa un paraje ventilado fuera de la pobl.: los vec. se surten para beber y demas usos domésticos de las aguas de una fuente que hay en el pueblo, y de otras varias que brotan en el térm. Éste confina N. con los de Pozondon, Rodenas y Orihuela; E. con los de Monterde y Albarracin; S. con los de Torres, Tramacastilla y Noguera, y O. con la sierra llamada de Albarracin, entendiéndose 2 1/2 horas de N. á S. y 1 1/2 hora de E. á O.: dentro de su circunferencia y muy inmediatas al l. se encuentran 2 ermitas dedicadas Sta. Bárbara y San Roque, y como á 1 hora, una masada llamada de la Jara, cerca de la cual hay sobre un montecito otra ermita bajo la advocacion de San Cristóbal. El terreno es arenisco y de secano; tiene montes hacia el N. y S. poblados de pinos buenos para madera, para carboneo y para leñar, y con abundantes y ricas yerbas de pasto; carece absolutamente de riego porque no lo cruza r. alguno: únicamente algunos barrancos de muy poca importancia que se forman de las fuentes, que hemos dicho, brotan en el term. y benefician en algunas temporadas unos pequeños trozos que dedican para legumbres. caminos: conducen á Teruel y Albarracin; los demas son locales y bastante ásperos. El correo lo recibe de la hijuela de Orihuela por medio de peaton los lunes y jueves por la tarde, y se despacha los martes y viernes á la misma hora. prod.: trigo, cebada, avena y algunas legumbres, todo insuficiente para el consumo del pueblo; cria ganado lanar y cabrio, y caza de corzos, liebres y perdices. ind.: hay un molino harinero y los vec. se dedican á hacer carbon. comercio: la esportacion del carbon y algun ganado, é importacion de los art. que faltan. pobl.: 89 vec., 356 almas.
(Madoz, 1846, p. 462)

## Demografía
Bronchales cuenta con una población de 451 habitantes (INE 2024).
| Gráfica de evolución demográfica de Bronchales entre 1842 y 2021                                                    |
| |
| Población de derecho según los censos de población del INE Población de hecho según los censos de población del INE |

Es uno de los municipios más poblados de la sierra de Albarracín, teniendo en cuenta que tiene esta comarca aragonesa una de las densidades de población más bajas de la comunidad. Tan sólo está superado por la ciudad de Albarracín y por la vecina localidad de Orihuela del Tremedal.

## Economía
La principal base de la economía de la zona es la agricultura, siendo uno de los productos principales el cereal, y la ganadería, tanto ovina como bovina. Cabe destacar el turismo centrado principalmente en los meses de verano aunque fuertemente desestacionalizado por las numerosas segundas propiedades de descendientes del pueblo y turistas valencianos y zaragozanos y diversos eventos deportivos que se han popularizado en los últimos años como deporte de altura (trail, carreras en la nieve, bicicleta, etc).
En la localidad existe un pequeño polígono industrial que cuenta con una embotelladora de agua y un secadero de jamones.
En la cocina de la localidad destacan los platos típicos de la tierra: el cordero, las migas a la pastora, el jamón de Teruel. Pero uno de los platos más típicos y más desconocidos sobre todo por los visitantes de la localidad es el famoso gazpacho, o gaspacho, de Bronchales.

## Administración y política
| Período   | Alcalde                 | Partido |  |
| --------- | ----------------------- | ------- |  |
| 1979-1983 | José García Lahoz       | CD      |  |
| 1983-1987 | Ricardo Sáez Soriano    |         |  |
| 1987-1991 | Ricardo Cavero Giménez  |         |  |
| 1991-1995 | Maximiano Pérez López   |         |  |
| 1995-1999 | Maximiano Pérez López   |         |  |
| 1999-2003 | Maximiano Pérez López   |         |  |
| 2003-2007 | Juan Pedro Pérez Dobón  |         |  |
| 2007-2011 | Baldomero Pérez Fuertes |         |  |
| 2011-2015 | Paco Nácher Dobón       | CHA     |  |
| 2015-2019 | Jorge Hernández Perona  | PSOE    |  |
| 2019-     | José Luis Agustén Gil   | CHA     |  |

| Partido político    | Partido político                                   | 2003   | 2007   | 2011   | 2015   | 2019   |
| Partido político    | Partido político                                   | Ediles | Ediles | Ediles | Ediles | Ediles |
|                     | Partido de los Socialistas de Aragón (PSOE-Aragón) | 2      | 2      | 2      | 2      | 3      |
|                     | Chunta Aragonesista (CHA)                          | 2      | 2      | 2      | 2      | 2      |
|                     | Ciudadanos (CS)                                    | —      | —      | —      | 2      | —      |
|                     | Partido Popular de Aragón (PP)                     | 3      | 3      | 3      | 1      | 2      |
|                     | Partido Aragonés (PAR)                             | 0      | 0      | 0      | —      | —      |
| Total de concejales | Total de concejales                                | 7      | 7      | 7      | 7      | 7      |

## Fiestas
Las fiestas patronales de Bronchales son en honor a Nuestra Señora de la Asunción y San Roque. Al igual que en gran parte de la geografía española, las fiestas son el día 14 al 19 de agosto, teniendo cada día un nombre, como el de la Virgen, de San Roque y la Sopeta, del Toro, de los Novillos y del Turista. Dentro de estas fiestas destaca un acto: La Sopeta, que se celebra el día 16 de agosto por la tarde, festividad de San Roque; esta celebración cuyo origen era la reunión de los vecinos en una plaza del pueblo para saborear tortas que eran acompañadas por vino, ha pasado a derivar en una fiesta consistente en arrojar el vino entre los asistentes mientras bailan al son de una charanga. Otro de los distintivos de las fiestas patronales era el Baile de Los Pollos, hoy prácticamente perdido.
Al acabar las fiestas patronales, comienzan las fiestas de la Colonia Valenciana, organizadas por la Colonia Valenciana en Bronchales en honor de la Virgen de los Desamparados.
Cabe destacar también su Semana Santa, en donde como en muchas localidades de Aragón se muestra la seña de identidad y el sentir del pueblo por medio de los tambores, bombos o timbales.
Pero una de las fiestas más tradicionales del pueblo, así como de toda la comarca son Los Mayos, cada 30 de abril por la noche se canta y celebra la llegada de la primavera y la exaltación de la belleza femenina. Esta fiesta constituye una de la más tradicionales de la comunidad autónoma.
En torno al 12 de octubre se celebran las fiestas del Pilar, como población aragonesa que es, no deja pasar esta fecha tan señalada en el calendario aragonés. Se celebran verbenas, vaquillas, meriendas...